# Timothy (želva)
Timothy (kolem 1839 - 3. nebo 4. dubna 2004) byla želva žlutohnědá, která se dožila 165 let a před smrtí se stala nejstarším známým obyvatelem Británie. Timothy sloužil jako maskot na britských válečných lodích.

## Život
Timothyho objevil roku 1854 kapitán Královského námořnictva John Courtenay Everard na palubě portugalské pirátské lodi a od té doby sloužil jako maskot na britských válečných lodích. Jako člen posádky lodi Queen se zúčastnil i prvního bombardování Sevastopolu za krymské války. Později se ho ujal Everardův příbuzný, desátý hrabě Devon, a Timothy tak pobýval na zámku Powderham v hrabství Devon v jihozápadní Anglii. Zespodu na krunýři mu bylo vepsáno motto rodu Devonů: "Kam jsem to klesl? Co jsem učinil". Na sobě měl připevněnou ceduli s nápisem: "Jmenuji se Timothy - jsem velmi starý. Prosím, nechte mě ležet". Timothy byl pohřben v roce 2004 na rodinném hřbitově v zámeckém areálu, bez zanechání potomka.

## Pohlaví
V 19. století nebylo známo, jak rozeznat pohlaví u želv. Ačkoli je Timothy mužské jméno, v roce 1926 vyšlo najevo, že Timothy je ve skutečnosti samička. Tento objev byl učiněn, když se rod Devonů rozhodl najít Timothymu partnerku. Jméno však bylo ponecháno beze změny.